# Цуй Харк
Цуй Харк (правильно — Чхёй Хак, англ. Tsui Hark / кит. 徐克, палл. Сюй Кэ; род. 15 февраля 1950, Сайгон, Французский Индокитай) — гонконгский кинорежиссёр, сценарист, актёр и кинопродюсер. Представитель «Гонконгской Новой Волны». Приобрёл известность как режиссёр многочисленных фильмов в жанре уся. Самой успешной работой Харка на данный момент является серия фильмов «Однажды в Китае» (1991—1997). Харк обладает несколькими престижными кинематографическими наградами. Пять его фильмов вошли в список «100 лучших китайских фильмов» на «Гонконгской кинопремии», что является вторым результатом после Вонга Карвая с шестью фильмами в этом списке. В 2004 году вошёл в число жюри на 57-м Каннском кинофестивале. Результатом работы в Голливуде стала съёмка трёх фильмов: «Мастер», «Колония» и «Взрыватель».
Цуй Харк работает в самых различных жанрах кинематографа. В своих фильмах использует последние научные и технические достижения, не боится экспериментировать и смешивать разные художественные направления.

## Ранние годы
Цуй Харк родился и вырос в китайской части Сайгона со своими родителями-хоа и шестнадцатью родными братьями. При рождении получил имя Чхёй Манькуон (徐文光, палл. Сюй Вэньгуан). Когда ему было 13 лет, он и его семья иммигрировали в Гонконг. Цуй стал очень рано проявлять интерес к шоу-бизнесу и кинофильмам; когда ему было 10, он и его друзья арендовали 8-миллиметровую камеру, чтобы снять волшебное шоу и показать его в школе. Также у него появился интерес к комиксам — интерес, который в будущем повлияет на его кинематографический стиль. Одним из его любимых фильмов является классическая картина «Гражданин Кейн».
Цуй начал получать среднее образование в Гонконге в 1966 году. Высшее образование он начал получать в 1975 году в Техасе: сначала в Южном Методистском Университете, а затем изучал режиссуру в Техасском университете в Остине. Тогда же изменил имя с Манькуон на Хак из-за того, что сокурсники дразнили его Кинг-Конг. По его утверждению, данному родителям, он учился, чтобы последовать по стопам отца и стать фармацевтом. Но на самом деле, вопреки воле отца, он изучал киноискусство.
После окончания учёбы, Цуй переехал в Нью-Йорк, где работал над документальным фильмом Кристин Чой «Spikes to Spindles» (1979) — Харк работал в лаборатории по проявке плёнки и в киногруппе, снимавшей хронику. Он также редактировал газету китайского квартала, сотрудничал с театральной группой и работал на кабельном телевидении, которое вещало на китайском языке. Цуй вернулся в Гонконг в 1977 году и положил начало плодотворной карьере.

## Карьера

### Период «Новой Волны»
После смерти Брюса Ли жанр кунг-фу боевика находился в кризисе. Сначала продюсеры пытались сделать нового Брюса Ли из Джеки Чана. Но все фильмы ждал абсолютный провал. Тогда Джеки пошёл по другому пути — по пути комедийного боевика, в чём ему начал сопутствовать успех. Почти одновременно с ожидаемым возрождением комедийного жанра, на свет появился Гонконгский кинофестиваль. Это вдохновило молодые таланты на смелые эксперименты. Появилось новое поколение режиссёров, которое кинокритики окрестили «Гонконгской Новой Волной», во главе с Цуй Харком (который был причислен кинокритиками к «Новой волне» сразу же после возвращения из Штатов), Джоном Ву, Юнь Вопхином, Джетом Ли, Кори Юнем и Джеки Чаном.
Как раз после возвращения Харка в Гонконг, там начался беспрецедентный телевизионный бум. Работая продюсером и режиссёром на телевидении, он смог зарекомендовать себя и как предприниматель с деловой хваткой, и как склонный к новациям художник. Уже в первых своих работах (телесериалах) он проявил интерес к совмещению традиционной китайской тематики (мифологические персонажи и сюжеты, кунг-фу) и стилистики западного модернизма.
Дебютом Харка на большом экране был фильм «Бабочки-убийцы» (1979) — эксцентричная и технически сложная картина, в которой смешались такие жанры как уся, детектив, научная фантастика, фэнтези, мистика и триллер, где, несмотря на очевидные заимствования из голливудского жанрового кино (фильмы об агрессивных и враждебных человеку представителях мира природы), режиссёр сумел сделать акцент на своей экспрессивной стилистике и этническом колорите. Примкнув к когорте молодых реформаторов гонконгского кино (Энн Хёй, Аллен Фонг, Клиффорд Чой), Харк развивает активную продюсерскую деятельность, способствует появлению новых талантов, прежде всего в актёрской среде. Его второй фильм «Мы собираемся вас съесть» (1980) стал смесью дикого ужаса, чёрной комедии и кунг-фу.

Уся — это другое измерение, которое несёт в себе сильнейшие эмоции и страсть. Я всегда был поклонником жанра уся. Эти фильмы позволяют нам по-новому взглянуть на то, что у нас было имели, на ценности и на то, какой мы видели жизнь.
Оригинальный текст (англ.)Wuxia culture is like another dimension that provides us with strong emotion, strong passion. I have always been a fan of Wuxia movies. They give us a refreshed view of what we had before, of the values and of the way we looked at life.
— Цуй Харк
Но именно его третий фильм «Опасность первого типа» (1980) не удержал его в рамках обычного кино. Триллер о молодых преступниках, которые веселились, взрывая бомбы — был страшным, нигилистическим и имел политический подтекст. Фильм был подвергнут жёсткой цензуре британским колониальным правительством и был выпущен в 1981 году в сильно изменённой версии под названием «Опасность первого типа» (альтернативное название: «Не играй с огнём»). В результате фильм не принёс создателям финансового успеха, но зато помог молодому режиссёру стать любимцем критиков, которые ждали от Цуя новых смелых фильмов про реалии современного Гонконга.

### Блокбастеры
Но затем карьера Цуя сделала неожиданный поворот. В 1981 году он присоединяется к «Cinema City» — новой компании, которую основали Рэймонд Вон Пакмин, Карл Мака и Дин Шек. Специализировалась эта компания на блокбастерах. Цуй принимал участие в создании таких картин как: криминальный фарс «All the Wrong Clues» (1981) и его первый хит «Безумная миссия 3: Наш человек с Бонд-стрит» (1984).
Для топ-студии «Golden Harvest» Цуй снял уся-фэнтези «Зу: Воины с Волшебной горы» (1983). Цуй сотрудничал с голливудскими специалистами, которые помогли ему создать спецэффекты, число и сложность которых были беспрецедентными для китайского кино. Эта сказочная лента была полна чудесных превращений и отчаянных единоборств.
Многие были разочарованы этим резким поворотом в стиле режиссёра, и некоторыми он был расценён как главный пример неспособности гонконгского кинематографа подняться выше пошлости и меркантилизма.

### Киномагнат
В 1984 году он, вместе со своей женой и, по совместительству, продюсером Нансун Ши, создаёт свою собственную продюсерскую компанию «Film Workshop», образовав тем самым основу для дальнейшей работы над многими и многими проектами. Здесь он заработал репутацию тем, что продюсировал другие режиссёрские работы, а также работал с Джоном Ву и Кингом Ху. Но его самое длинное и плодотворное сотрудничество было с Чэном Сяодуном. Как постановщик боёв или режиссёр во многих фильмах производства компании «Film Workshop», Чэн сделал большой вклад в знаменитый стиль Цуя.
«Film Workshop» стала активно выпускать один хит за другим, каждый из которых собирал отличную кассу в Гонконге и во всей Азии, привлекая всё больше и больше зрителей, которые шли в кинотеатры, завлекаемые визуальной авантюрностью, широкой рекламной кампанией, активной манерой съёмок и быстрым темпом фильмов. Цуй умел очень ловко улавливать тенденции в выбранном жанре кинематографа; экспериментировал с историческими драмами, фильмами ужасов, боевиками, фэнтези, научной фантастикой, комедиями и мелодрамами. Нет такого жанра, в котором Цуй Харк не попробовал бы силы, ракурса, какого он не использовал и технологии, которой он не применил. Многие считают его предшественником «поколения MTV».
Харк стал продюсером фильма Джона Ву «Светлое будущее» (1986). Этот фильм послужил началом для повального увлечения Цуя гангстерским кино, например, таким, как фильм Чэна Сяодуна «Китайская история о призраках» (1987). Виртуоз (1990) — вернул жанр уся, который долго не использовался. Также Харк возрождал классические фильмы и жанры: детектив в картине «Бабочки-убийцы»; музыкальную комедию в фильме «Шанхайский блюз» (1985); «Блюз пекинской оперы» (1986) отдаёт дань традициям пекинской оперы, на которую маленький мальчик Цуй ходил с матерью в детстве и которая сильно повлияла на гонконгское кино; «Китайская история о призраках» — ремейк мистического романа «The Enchanting Shadow» (1959).
Ещё в фильме «Зу: Воины с Волшебной горы» появляется одна из ведущих актрис гонконгской «новой волны» Бриджит Лин. Именно Лин разделила успех Цуй Харка и в фильме «Блюз пекинской оперы». Фильм, которому западные критики дали более чем лестную характеристику «Гражданин Кейн гонконгского кино», рассказывал о судьбе трёх молодых китаянок после переломных событий революции 1911 года и представлял собой органичное сочетание фарса, «фильма действия» и политической сатиры.
К началу 90-х годов Харк становится полноправным представителем режиссёрской и продюсерской элиты гонконгского, да и всего синоязычного кинематографа. Как продюсер, он имеет в своём активе удачные опыты сотрудничества с Джоном By («Просто герои», 1987) и Чэном Сяодуном («Китайская история о призраках», 1987).
Стиль режиссёра просматривается и в, возможно, самой успешной режиссёрской работе Цуя до настоящего времени — серии фильмов «Однажды в Китае» (1991—1997). Здесь он воссоздал народного героя Хуана Фэйхуна, которого в первых трёх частях сыграл Джет Ли. Эта серия фильмов — самое яркое выражение патриотизма Цуя и его страстного переживания китайской истории, особенно перед лицом влияния западных держав. Этим шумным и многоцветным, как взрыв китайской петарды, гангстерским боевиком, он покоряет не только азиатскую, но и западную аудиторию.
Цуй иногда «баловался» актёрской игрой, причём в основном у других режиссёров. Из известных ролей можно выделить комедийную роль в фильме «Да, мадам!» (1985) и роль злодея в мрачной комедийной криминальной истории «Последняя победа» (1987).
Во время экономического спада 90-х годов, Цуй снял два дорогих, но непопулярных фильма, которые доказали, что он окончательно отошёл от жгучего цинизма его ранних работ в сторону блокбастеров. «Зелёная змея» (1993) стал эротической и мрачно апокалиптической версией любимой китайской сказки о фее. «Лезвие» (1995) — кровавый и антигероический ремейк классики уся «Однорукий меченосец» (1967).

### Американские фильмы
Когда Голливуд стал пополнять свой кадровый состав наиболее перспективными с коммерческой точки зрения режиссёрами из Юго-Восточной Азии, вслед за Джоном By туда был приглашён и Цуй Харк. В 1990 году Цуй Харк уже делал попытку снять низкобюджетный американский боевик «Мастер» с Джетом Ли в главной роли, который тогда ещё не обрёл славы. В середине 90-х годов Цуй выставил на суд Голливуда ещё два своих фильма, в которых главную роль сыграл Жан-Клод Ван Дамм: «Колония» (1997) и «Взрыватель» (1998).
Его первая голливудская картина — боевик «Колония» — не сделала больших сборов, но получила благосклонные отзывы критики за мастерски поставленные трюковые сцены, динамичный сюжет и склонность к самопародии. В своём следующем фильме «Взрыватель» Харк использовал практически ту же самую сюжетную конструкцию (борьба героев-отщепенцев с международными террористами) и вновь сделал ставку на заметно сбавившего в актёрском плане Ван Дамма. Несмотря на отчаянные усилия режиссёра разнообразить стандартную фабулу с помощью экспрессивных визуальных решений и головоломных трюков, картина потерпела фиаско — фильм стоимостью 35 миллионов долларов не окупил даже своих постановочных расходов.

### Последние фильмы
Цуй вернулся домой в 2000 году. Последний фильм в Гонконге он снял в 1996 году. «Время не ждёт» (2000) и «Воины зу» (2001) — полны действия с щедрыми компьютерными спецэффектами, получили преданных поклонников, для которых эти фильмы стали культовыми. Но эти фильмы не достигли массового успеха. «Чёрная маска 2: Город масок» (2002) вышел сразу на видео, так и не попав на экраны кинотеатров.
Проекты Цуя как продюсера также не принесли никаких плодов, несмотря на то, что он продолжал раздвигать технические границы. «Master Q» (2001) — стал первым гонконгским фильмом, в котором живые актёры на экране находились бок о бок с анимационными персонажами, причём всё это было в формате 3D. «Эра вампиров» (2002) возрождал поджанр, популярный в 80-х годах: боевые искусства сочетались со сверхъестественным. Фильм показал «прыгающих трупов» из китайской народной легенды. Оба фильма лишь немного всколыхнули критиков и зрителей.
В 2005 году он начал производство фильма «Семь мечей», основанного на телесериале, серии комиксов и видеоигре. Фильм получился немного более успешным, чем его другие фильмы нового тысячелетия, и в феврале 2006 года Цуй объявил о планах выпустить сиквел этого фильма. Но сиквел так и не вышел до настоящего времени.
Следующий фильм Цуя — «Забытое» (2008) — триллер, главную роль в котором сыграла Анджелика Ли. В том же году вышла комедия «Всё о женщине», которая получила плохие отзывы зрителей и критиков. В 2010 году свет увидел остросюжетный криминальный боевик «Детектив Ди». В Китае его посмотрели более 8 миллионов человек. Критики оценили фильм положительно.

## Очерк творчества
В Азии сценариста, режиссёра и продюсера Цуй Харка часто упоминают в одном ряду с выдающимися режиссёрами Стивеном Спилбергом и Альфредом Хичкоком. Вот что сказал о Харке актёр Ман Хой: 
Цуй Харк не любит когда день заканчивается, он сумасшедший, его одержимость пугала нас до смерти. Он хороший режиссёр, но для съёмочной группы это физически тяжело.
Режиссёр Кирк Вон говорит следующее: «Цуй Харк очень творческий человек. Ему никогда не нравилось просто снимать как все. Он вечно придумывает, как всё снять по-новому, в новаторской манере». Но в его фильмах форма не перевешивает содержание. Он приглашал к сотрудничеству молодых сценаристов и режиссёров и ставил перед ними простую задачу — развить свой собственный стиль. Он говорил им, что в сюжете должен быть смысл, он должен нести катарсис и дарить зрителю положительные эмоции; необходимо стать единым целым со зрителями, потому что они ходят в кино, чтобы чувствовать, а не чтобы понимать.

Киновед Ли Чхёк Тхо так оценивает работу Харка: 
Я считаю, Цуй Харк осовременил кунг-фу и фехтовальный жанр. Можно много узнать о кунг-фу из сериала «Однажды в Китае».
Цуй Харк работал со многими молодыми многообещающими талантами в качестве продюсера, режиссёра и сценариста. В их числе Джет Ли, а также режиссёр и один из лучших хореографов современности Юнь Вопхин, который сказал следующее: «Каждые 10 лет я начинаю замечать, что энергия в восточных боевиках начинает иссякать. Харк сотворил нечто, что поможет жанру процветать следующие 10 лет. Ему будут подражать по меньшей мере 5—7 лет».
В лучших картинах Харка кровавые разборки в стиле Джона By перемежаются с блистательной клоунадой в духе Джеки Чана и сопровождаются нагнетанием особой мистической атмосферы, почерпнутой из традиционных китайских легенд и преданий. Надо признать, что в творчестве Харка яркие и самобытные работы («Китайская история призраков 3», 1991, «Китайский праздник», 1995) чередовались с «аккомпанированием» на чужом бенефисе («Близнецы-драконы», 1992, с Джеки Чаном в двух ролях сразу) и откровенными неудачами (фантастическая драма «Зелёная змея», 1993).

## Избранная фильмография
| Год  |   | Русское название                                | Оригинальное название                        | Роль                                           |
| ---- | - | ----------------------------------------------- | -------------------------------------------- | ---------------------------------------------- |
| 1979 | ф | Бабочки-убийцы                                  | Die bian                                     | режиссёр                                       |
| 1980 | ф | Мы собираемся вас съесть                        | Di yu wu men                                 | режиссёр, сценарист                            |
| 1980 | ф | Опасность первого типа                          | Dai yat lui ying aau him                     | режиссёр                                       |
| 1983 | ф | Зу: Воины с Волшебной горы                      | San suk san geen hap                         | режиссёр, актёр                                |
| 1984 | ф | Безумная миссия 3: Наш человек с Бонд-стрит     | Zuijia paidang zhi nuhuang miling            | режиссёр, актёр                                |
| 1984 | ф | Шанхайский блюз                                 | Shang Hai zhi yen                            | режиссёр, продюсер, актёр                      |
| 1986 | ф | Блюз пекинской оперы                            | Do ma daan                                   | режиссёр, продюсер                             |
| 1986 | ф | Светлое будущее                                 | Ying hung boon sik                           | продюсер, актёр                                |
| 1987 | ф | Китайская история о призраках                   | Sinnui yauwan                                | продюсер                                       |
| 1987 | ф | Последняя победа                                | Zui hou sheng li                             | актёр                                          |
| 1987 | ф | Светлое будущее 2                               | Jackie Brown                                 | продюсер, сценарист                            |
| 1988 | ф | Большое дело                                    | Cheng shi te jing                            | режиссёр, продюсер, актёр                      |
| 1988 | ф | Лазерщик                                        | The Laser Man                                | продюсер                                       |
| 1988 | ф | Я люблю Марию                                   | Tie jia wu di Ma Li A                        | режиссёр, продюсер, сценарист, актёр           |
| 1989 | ф | Киллер                                          | Dip huet seung hung                          | продюсер                                       |
| 1989 | ф | Просто герои                                    | Yi dan qun ying                              | продюсер                                       |
| 1989 | ф | Светлое будущее 3                               | Ying hung boon sik III jik yeung ji gor      | режиссёр, продюсер, сценарист, монтажёр        |
| 1990 | ф | Виртуоз                                         | Xiao ao jiang hu                             | режиссёр, продюсер                             |
| 1990 | ф | Терракотовый воин                               | Qin yong                                     | продюсер                                       |
| 1990 | ф | Китайская история о призраках 2                 | Sinnui yauwan II                             | продюсер                                       |
| 1991 | ф | Китайская история о призраках 3                 | Sinnui yauwan III: Do do do                  | режиссёр, продюсер, сценарист                  |
| 1991 | ф | Однажды в Китае                                 | Wong Fei Hung                                | режиссёр, продюсер, сценарист                  |
| 1991 | ф | Король шахмат                                   | Kei wong                                     | режиссёр, продюсер                             |
| 1991 | ф | Вечеринка многочисленной семьи                  | Haomen yeyan                                 | режиссёр                                       |
| 1992 | ф | Близнецы-драконы                                | Shuang long hui                              | режиссёр, сценарист, актёр                     |
| 1992 | ф | Однажды в Китае 2                               | Wong Fei Hung II: Nam yi dong ji keung       | режиссёр, сценарист, продюсер                  |
| 1992 | ф | Мастер                                          | Wong Fei Hung '92 Ji Lung Hang Tin Ha        | режиссёр, продюсер                             |
| 1992 | ф | Виртуоз 2                                       | Xiao ao jiang hu zhi: Dong Fang Bu Bai       | продюсер, сценарист                            |
| 1992 | ф | Безумный город                                  | Yiu sau dou si                               | продюсер, сценарист                            |
| 1992 | ф | Таверна Дракона                                 | Sun lung moon hak chan                       | сценарист, продюсер                            |
| 1993 | ф | Однажды в Китае 3                               | Wong Fei Hung ji saam: Si wong jaang ba      | режиссёр, сценарист, продюсер                  |
| 1993 | ф | Однажды в Китае 4                               | Wong Fei Hung ji sei: Wong je ji fung        | продюсер, сценарист                            |
| 1993 | ф | Железная обезьяна                               | Siu nin Wong Fei Hung ji: Tit Ma Lau         | продюсер, сценарист                            |
| 1993 | ф | Зелёная змея                                    | Ching Se                                     | режиссёр, сценарист, продюсер                  |
| 1994 | ф | Однажды в Китае 5                               | Wong Fei Hung chi neung: Lung shing chim ang | режиссёр, продюсер, сценарист                  |
| 1994 | ф | Любители бабочек                                | Liang zhu                                    | режиссёр, продюсер, сценарист                  |
| 1995 | ф | Лезвие                                          | Dao                                          | режиссёр, сценарист, монтажёр                  |
| 1996 | ф | Гангстерские войны                              | San Seung Hoi taan                           | продюсер                                       |
| 1996 | ф | Чёрная маска                                    | Hak hap                                      | продюсер, сценарист                            |
| 1997 | ф | Американские приключения                        | Wong Fei Hung: Chi sai wik hung see          | продюсер                                       |
| 1997 | ф | Китайская повесть о духах                       | Xiao Qian                                    | продюсер, сценарист, монтажёр, озвучка         |
| 1997 | ф | Колония                                         | Double Team                                  | режиссёр                                       |
| 1998 | ф | Взрыватель                                      | Knock Off                                    | режиссёр                                       |
| 2000 | ф | Время не ждёт                                   | Shun liu Ni liu                              | режиссёр, сценарист, продюсер, озвучка         |
| 2001 | ф | Воины Зу                                        | Shu shan zheng zhuan                         | режиссёр, сценарист, продюсер                  |
| 2002 | ф | Чёрная маска 2: Город масок                     | Black Mask 2: City of Masks                  | режиссёр, сценарист, продюсер                  |
| 2002 | ф | Эра вампиров                                    | The Era of Vampires                          | продюсер, сценарист                            |
| 2004 | ф | Непревзойдённый боец                            | Xanda                                        | продюсер, сценарист                            |
| 2005 | ф | Семь мечей                                      | Chat gim                                     | режиссёр, сценарист, продюсер                  |
| 2007 | ф | Треугольник                                     | Tie saam gok                                 | режиссёр, продюсер                             |
| 2008 | ф | Забытое                                         | Sam hoi tsam yan                             | режиссёр, сценарист, продюсер                  |
| 2008 | ф | Всё о женщине                                   | Nu ren bu huai                               | режиссёр, сценарист, продюсер, монтажёр, актёр |
| 2010 | ф | Детектив Ди                                     | Di Renjie                                    | режиссёр, продюсер                             |
| 2011 | ф | Летающие мечи врат дракона                      | Long men fei jia                             | режиссёр, сценарист, продюсер                  |
| 2011 | ф | Великий фокусник                                | Daai mo seut si                              | актёр                                          |
| 2011 | ф | Врата дракона                                   | Long men fei jia                             | режиссёр, сценарист, продюсер                  |
| 2013 | ф | Молодой детектив Ди: Восстание морского дракона | Young Detective Dee: Rise of the Sea Dragon  | режиссёр, сценарист, продюсер                  |
| 2014 | ф | Следы в заснеженном лесу                        | Tracks in The Snowy Forest                   | режиссёр                                       |

## Другая деятельность
В 1994 году у американской рок-группы Sparks вышел альбом Gratuitous Sax & Senseless Violins, на котором одна из песен называется «Tsui Hark» в честь гонконгского режиссёра, более того, одним из вокалистов этой песни как раз является специально приглашённый для этого Цуй Харк.
В 2004 году четвёртым среди китайских режиссёров (после Чэнь Кайгэ, Цзян Вэнь и Эдварда Янга) вошёл в жюри 57-го Каннского кинофестиваля. Другой китайский режиссёр Джон Ву, с которым у Цуя была ссора во время производства фильма «Просто герои», был в жюри фестиваля в следующем году.

## Награды и достижения
Режиссёр со вторым самым высоким числом фильмов (пять, все сняты с 1979 по 1991 года), вошедших в список «100 лучших китайских фильмов» на «Hong Kong Film Awards» во время празднования столетия кинематографа. На первом месте Вонг Карвай с шестью фильмами.
- Венецианский кинофестиваль, 2000 — Приз «Future Film Festival Digital Award» за фильм «Время не ждёт»;
- Avoriaz Fantastic Film Festival, 1988 — Специальный приз жюри за фильм «Китайская история призраков»;
- Международный кинофестиваль в Дубае, 2008 — Приз за особый вклад в кинематограф;
- Фестиваль «Fantasporto», 2008 — Лучший фильм («Треугольник»).

Гонконгская кинопремия:
- 1992 — Лучший режиссёр («Однажды в Китае»);
- 1987 — Лучший фильм («Светлое будущее»).